# LeRoy Lutes

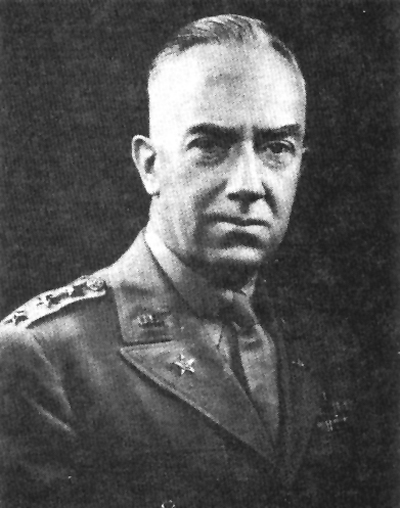
LeRoy Lutes

LeRoy Lutes (* 4. Oktober 1890 in Cairo, Alexander County, Illinois; † 30. Januar 1980) war ein Generalleutnant der United States Army. Er war unter anderem Kommandeur der 4. Armee.
LeRoy Lutes absolvierte die Wentworth Military Academy und trat im Jahr 1906 der Illinois National Guard bei. Mit dieser war er im Jahr 1917 an der mexikanischen Grenze stationiert. Im März jenes Jahres wurde er als Leutnant in das Offizierskorps des US-Heeres aufgenommen. In der Armee durchlief er anschließend alle Offiziersränge vom Leutnant bis zum Drei-Sterne-General.
Im Lauf seiner militärischen Karriere absolvierte Lutes verschiedene Kurse und Schulungen. Dazu gehörten unter anderem der Coast Artillery Advanced Course und das Command and General Staff College in Fort Leavenworth.
In seinen jüngeren Jahren absolvierte er den für Offiziere in den niederen Rangstufen üblichen Dienst in verschiedenen Einheiten und Standorten in den Vereinigten Staaten. Dazu gehörten auch Aufgaben als Stabsoffizier in verschiedenen Hauptquartieren. Zwischen Juli 1935 und Juni 1939 diente Lutes als Stabsoffizier beim National Guard Bureau in Washington, D.C. Danach wurde er zum Stab der 3. Armee versetzt. Mit dieser Armee nahm er an den großen Manövern des Heeres im Jahr 1941 in Louisiana teil.
Zwischen November 1941 und Februar 1942 kommandierte Lutes die 37. Brigade der Küstenartillerie (37th Coast Artillery Brigade). In diese Zeit fiel der amerikanische Eintritt in den Zweiten Weltkrieg. Zwischen März 1942 und Juni 1946 gehörte er in verschiedenen Funktionen der Armeekomponente Army Service Forces an. Dort war er zunächst Leiter der Stabsabteilung für Operationen, dann Stabschef, stellvertretender Kommandeur und schließlich im Jahr 1946 Kommandeur dieser Einheit.
Zwischen Juni 1946 und Januar 1948 war LeRoy Lutes einer der Abteilungsleiter in der Stabsabteilung für Logistik im Kriegsministerium bzw. ab 1947 im Heeresministerium (Director of Service, Supply, & Procurement Division). Zwischen dem 14. Oktober 1949 und dem 31. Januar 1952 kommandierte er als Nachfolger von Thomas T. Handy die 4. Armee in Fort Sam Houston in Texas. Mit diesem Kommando war auch der Oberbefehl über den Militärstandort Fort Sam Houston verbunden. Nachdem er sein Kommando an William M. Hoge übergeben hatte, ging Lutes im Jahr 1952 in den Ruhestand.
Im Jahr 1955 wurde Lutes Mitglied in einem Beraterausschuss des Office of Defense Mobilization. Diese Behörde war für die Ausarbeitung von Plänen für die Mobilisierung der Streitkräfte im Kriegsfall zuständig. LeRoy Lutes starb am 30. Januar 1980 und wurde auf dem amerikanischen Nationalfriedhof Arlington beigesetzt.

## Orden und Auszeichnungen
LeRoy Lutes erhielt im Lauf seiner militärischen Laufbahn unter anderem folgende Auszeichnungen:
- Army Distinguished Service Medal
- Legion of Merit
- Bronze Star Medal
- Army Commendation Medal
- Mexican Border Service Medal
- World War I Victory Medal
- American Defense Service Medal
- American Campaign Medal
- Asiatic-Pacific Campaign Medal
- European-African-Middle Eastern Campaign Medal
- World War II Victory Medal
- Army of Occupation Medal
- National Defense Service Medal
- Antarctica Service Medal
- Order of the British Empire